# جون سكالزي
جون سكالزي هو كاتب أمريكي ولد في 10 مايو 1969.